# Jizhar Harari
Jizhar Harari (hebrejsky: יזהר הררי, žil 16. července 1908 – 1. února 1978) byl izraelský politik a poslanec Knesetu za strany Progresivní strana, Liberální strana, Nezávislí liberálové, Izraelská strana práce a Ma'arach.

## Biografie
Narodil se ve městě Jaffa (dnes součást Tel Avivu). Vystudoval politologii a žurnalistiku na Pařížské univerzitě, právo na právní škole v Jeruzalému a ekonomii a politologii v Londýně. Získal osvědčení pro výkon profese právníka. Byl členem nejvyššího velení židovských jednotek Hagana, později sloužil v izraelské armádě s hodností podplukovníka (Sgan Aluf). Jeho synovec Juval Ne'eman byl rovněž politikem, syn Chajim Harari je lékařem.

## Politická dráha
V roce 1933 byl zpravodajem listu Haaretz v Londýně, byl delegátem na několika sionistických kongresech. V letech 1945–1949 se podílel na organizování ilegální židovské imigrace.
V izraelském parlamentu zasedl poprvé už po volbách v roce 1949, do nichž šel za Progresivní stranu. Byl členem výboru pro ústavu, právo a spravedlnost, výboru pro zahraniční záležitosti a obranu a výboru pro provizorní ústavu. Předsedal výboru House Committee. Opětovně byl na kandidátce Progresivní strany zvolen ve volbách v roce 1951. Stal se členem výboru pro ústavu, právo a spravedlnost a výboru House Committee. Ve volbách v roce 1955 byl zvolen znovu za Progresivní stranu. Zasedl ve výboru pro ústavu, právo a spravedlnost a výboru finančním. I do voleb v roce 1959 šel za Progresivní stranu, ale v průběhu funkčního období přešel do Liberální strany. Byl členem výboru pro ústavu, právo a spravedlnost a výboru pro zahraniční záležitosti a obranu. Na kandidátce Liberální strany uspěl ve volbách v roce 1961, v průběhu funkčního období ovšem odešel do strany Nezávislí liberálové. Byl opětovně členem výboru pro ústavu, právo a spravedlnost a výboru pro zahraniční záležitosti a obranu. Ve volbách v roce 1965 kandidoval za Nezávislé liberály. V roce 1968 ovšem odešel z této strany a přestoupil do Strany práce, která pak vplynula do formace Ma'arach. Byl zase členem výboru pro ústavu, právo a spravedlnost a výboru pro zahraniční záležitosti a obranu. Za Ma'arach získal poslanecký mandát i ve volbách v roce 1969. Zastával i nadále post člena výboru pro ústavu, právo a spravedlnost a výboru pro zahraniční záležitosti a obranu. Kromě toho předsedal zvláštnímu výboru pro zákon o družstevních svazech.